# Werner Feiersinger
Werner Feiersinger (* 22. Mai 1966 in Brixlegg) ist ein österreichischer Bildhauer und Fotograf.

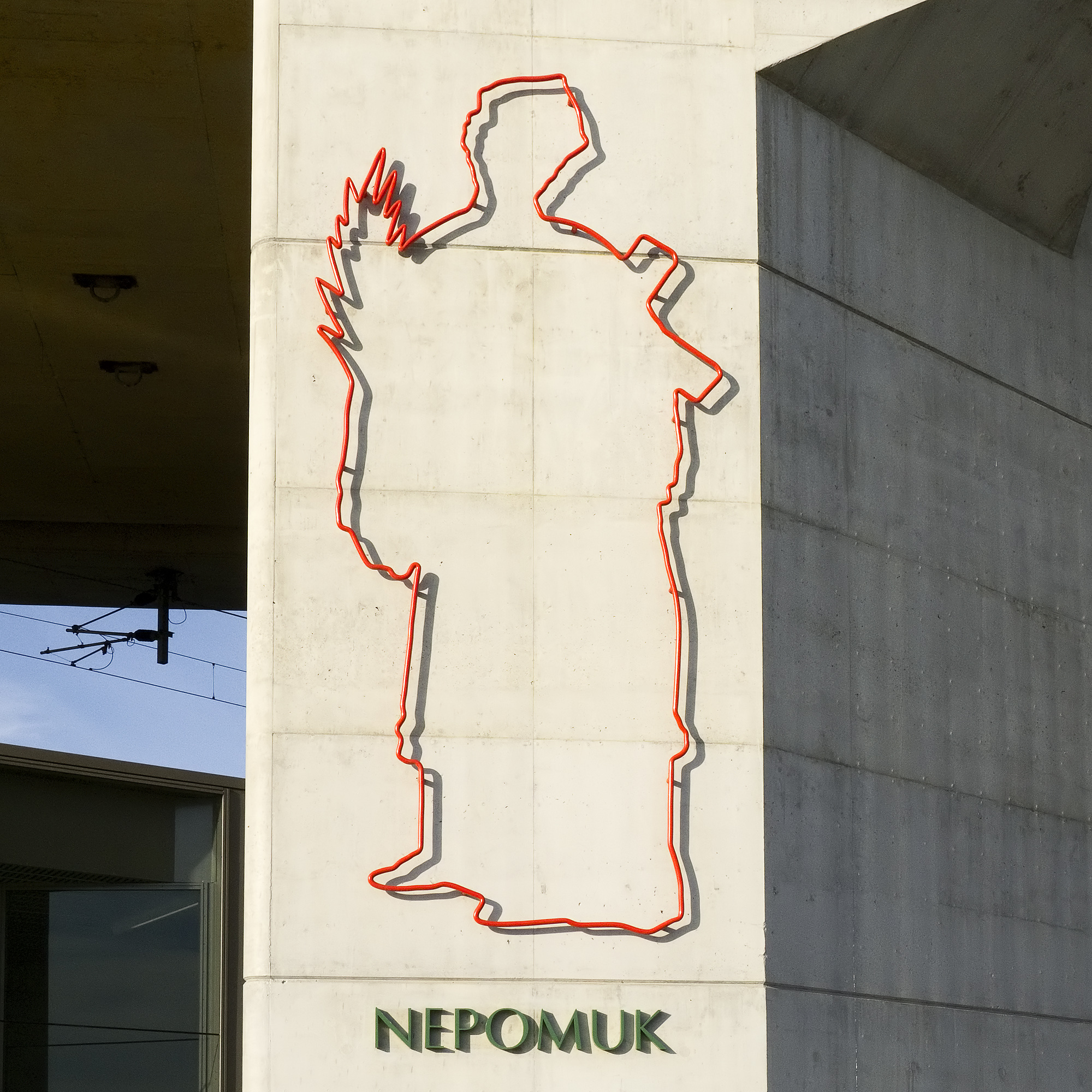
Johannes Nepomuk im Bahnhof Wien Stadlau (2011)

## Leben und Stationen
Werner Feiersinger studierte von 1984 bis 1989 an der Hochschule für Angewandte Kunst Wien, Meisterklasse Bildhauerei bei Wander Bertoni und Ernst Caramelle.
Feiersinger war 1999 Gastdozent an der École nationale supérieure des beaux-arts de Lyon und er hatte von 2006 bis 2008 eine Gastprofessur an der Universität für angewandte Kunst Wien inne.
Zusammen mit seinem Bruder, dem Wiener Architekten Martin Feiersinger, beschäftigte er sich lange Zeit mit der Nachkriegsarchitektur in Oberitalien. Daraus entstanden die aufwendig gestalteten Bücher Italomodern 1 und 2 sowie mehrere Ausstellungen (ab 2011).
Werner Feiersinger lebt und arbeitet in Wien.

## Einzelausstellungen (Auswahl)
- 2001 Galerie Martin Janda, Wien
- 2004 Freespace, Z33, Hasselt, Belgien
- 2005 Österreichisches Kulturforum, Bratislava
- 2006 Skulpturen. Schloss Damtschach, Wernberg[5]
- 2008 Wiener Secession[6]
- 2010 Neue Skulpturen und Fotografien. Galerie Martin Janda, Wien
- 2011 italomodern. architektur in oberitalien 1946 – 1976. aut. architektur und tirol (mit Martin Feiersinger)[7]
- 2018 overturn. Belvedere 21[8]

## Ausgewählte Werke
- OscART, Preisskulptur des viennaARTaward 2006[9]
- Nepomuk, 2007, U2 Station Stadlau[10]
- WagramFenster, 2014. Skulptur und Freiluftbühne, Königsbrunn am Wagram (mit Martin Feiersinger)[11]

## Preise und Auszeichnungen
- 2001: Förderpreis, Land Tirol[12]
- 2004: RLB Kunstpreis der Raiffeisen-Landesbank Tirol[13]

- 2011: Schönste Bücher Österreichs für Italomodern[14]
- 2012: DAM Architectural Book Award für Italomodern[15]
- 2013: Tiroler Landespreis für zeitgenössische Kunst[16][17]